# Hermann Mayer (Politiker)
Hermann Mayer (* 25. Mai 1889 in Götzis; † 15. Februar 1959 ebenda) war ein österreichischer Politiker (CSP), Gastwirt und Kaufmann. Er war von 1923 bis 1926 Abgeordneter zum Vorarlberger Landtag und von 1919 bis 1924 Vizebürgermeister von Götzis. 

## Ausbildung und Beruf
Hermann Mayer absolvierte nach dem Besuch der Pflichtschule eine Handelsschule und war in der Folge beruflich als Kaufmann tätig. Er leistete während des Ersten Weltkriegs zwischen 1914 und 1918 Kriegsdienst als Unterjäger. Mayer war auch Gastwirt in Götzis und führte das Tasthaus zur Traube als Pächter. Des Weiteren war er Obmann der Brauereigenossenschaft Frastanz, wo er 1946 als Vorstand und ab 1947 als Leiter fungierte. 

## Politik und Funktionen
Hermann Mayer engagierte sich als Mitglied der Christlichsozialen Partei und war in der Lokalpolitik in seiner Heimatgemeinde Götzis aktiv. Er wurde 1919 als Mitglied der Gemeindevertretung von Götzis angelobt und wirkte in dieser Position bis 1924. Zudem hatte er in Götzis zwischen den Jahren 1919 bis 1924 das Amt des Vizebürgermeisters inne. Neben der Lokalpolitik war Mayer auch in der Landespolitik aktiv, wo er bei der Landtagswahl 1923 für die Christlichsoziale Partei im Wahlbezirkes Feldkirch kandidierte. Er konnte bei dieser Wahl ein Mandat gewinnen und wurde am 6. November 1923 als Abgeordneter für den Wahlbezirk Feldkirch im Vorarlberger Landtag angelobt. Diesem gehörte er bis zu seinem Mandatsverzicht am 16. Dezember 1926 an. Mayer war dabei in den Sitzungsjahren 1923/24, 1925 sowie 1926 jeweils Mitglied im Sanitäts- und Schulausschuss.
Mayer engagierte sich des Weiteren als Mitglied im Pfarrkirchenchor Götzis und war Mitglied der Theatergemeinschaft Götzis.

## Privates
Hermann Mayer wurde als Sohn des Kaufmanns und Bürgermeisters von Götzis Ignaz Mayer (1844–1912) geboren. Seine Mutter war Maria Margaretha Mayer, geborene Fleisch. Beide seiner Eltern erblickten in Götzis das Licht der Welt und verstarben auch hier. Hermann Mayer heiratete am 16. Juni 1913 in Innsbruck Rosina Hermine Längle (1890–1963) die ebenfalls in Götzis geboren wurde. Gemeinsam wurden Hermann und Rosina Mayer Eltern von sieben Kindern, fünf Töchtern und zwei Söhnen, die zwischen 1914 und 1926 geboren wurden.

## Auszeichnungen
- Bronzene Tapferkeitsmedaille (Erster Weltkrieg)
- Karl-Truppenkreuz (Erster Weltkrieg)